# خوسيه لويس تريجو
خوسيه لويس تريجو (بالإسبانية: José Luis Trejo) (4 أغسطس 1951 في المكسيك - ) هو مدرب كرة قدم ولاعب كرة قدم مكسيكي في مركز الدفاع، شارك في الألعاب الأولمبية الصيفية 1972. وشارك مع منتخب المكسيك لكرة القدم. أما مع النوادي، فقد لعب مع أتلتيكو إسبانيول ‏.

## وصلات خارجية
- خوسيه لويس تريجو على موقع الاتحاد الدولي (مؤرشف)  (الإنجليزية)
- خوسيه لويس تريجو على موقع قاعدة بيانات كرة القدم.إي يو (الإنجليزية)
- خوسيه لويس تريجو على موقع ناشيونال فوتبول تيمز (الإنجليزية)
- خوسيه لويس تريجو على موقع أوليمبيديا (الإنجليزية)